# Romano Maria La Russa
Romano Maria La Russa (Paternò, 11 gennaio 1952) è un politico italiano, dal 10 marzo 2023 assessore alla sicurezza e alla protezione civile della Regione Lombardia, incarico già svolto dal 22 aprile 2010 al 17 marzo 2013.

## Biografia
Nato a Paternò (Catania), è il figlio più giovane dei quattro di Antonino La Russa, avvocato, dirigente d'azienda, politico, segretario del Partito Nazionale Fascista di Paternò negli anni '40 e, nel dopoguerra, parlamentare del Movimento Sociale Italiano, e Maria Concetta Oliveri, proveniente da una facoltosa famiglia paternese. È fratello minore di Vincenzo (1938-2021) e Ignazio Benito Maria La Russa (1947), anch'essi avvocati e politici, ed Emilia.
Cresciuto a Milano, dove nel 1960 si stabilisce al seguito della famiglia, nel capoluogo lombardo ha frequentato le scuole primarie e conseguito la maturità classica al liceo Giosuè Carducci. Dagli anni ottanta fino al primo decennio dei duemila, La Russa è stato attivo come imprenditore nel commercio all'ingrosso di sanitari attraverso una società con sede a Pero, nel Milanese.

### Vita privata
È coniugato e padre di cinque figli, una delle quali, Mariacristina, è sposata con Marco Osnato, attuale deputato alla Camera per Fratelli d'Italia.

## Attività politica
La militanza politica di La Russa inizia nel periodo in cui frequentava il liceo con la Giovane Italia, associazione studentesca legata al Movimento Sociale Italiano (MSI) che poi confluisce nel Fronte della Gioventù, l'organizzazione giovanile del MSI. Seguendo le orme del padre e del fratello maggiore Ignazio, aderisce al MSI, con cui è stato consigliere comunale di Cinisello Balsamo (1985-90) e Sesto San Giovanni (1990-95).
Nel 1995 aderisce alla svolta di Fiuggi di Gianfranco Fini, che porta allo scioglimento del MSI e la sua confluenza in Alleanza Nazionale (AN), di cui diventa membro della Direzione Nazionale e con cui si candida alle elezioni regionali in Lombardia di quell'anno, nella mozione del deputato Roberto Formigoni, risultando eletto con 2.252 preferenze nel collegio di Como in consiglio regionale della Lombardia, dove ricopre l'incarico di capogruppo per AN. Alle regionali lombarde del 2000 viene confermato sia come consigliere regionale, nel collegio regionale Per la Lombardia del presidente uscente Formigoni, che nell'incarico di capogruppo per AN nel consiglio lombardo, e diventa europarlamentare nella VI legisatura (2004-2008). Al parlamento europeo è stato vicepresidente della Delegazione per le relazioni con l'Iran; membro della Commissione per le libertà civili, la giustizia e gli affari interni; della Commissione per i problemi economici e monetari; della Delegazione per le relazioni con gli Stati del Golfo, compreso lo Yemen..  
Nel 2009 aderisce alla confluenza di Alleanza Nazionale nel Popolo della Libertà (PdL); dal 2008 al 2010 è stato assessore regionale all'Industria nella giunta presieduta da Roberto Formigoni. Candidatosi con il PdL come consigliere regionale in Lombardia, nel 2010 viene eletto con 9.628 preferenze. Nominato assessore regionale alla Sicurezza e Protezione Civile della Regione Lombardia nel quarto mandato di Formigoni, ha ricoperto l'incarico fino al 2012.
Nel 2013 passa a Fratelli d'Italia, con cui si ricandida al consiglio regionale, ottenendo però solo 1.751 preferenze e non venendo quindi eletto. Cinque anni più tardi, nel 2018 si ricandida, sempre con Fratelli d'Italia, alle elezioni regionali in Lombardia (in cui ottiene 1.443 preferenze) e contemporaneamente anche alla Camera, al collegio plurinominale 2 della circoscrizione Lombardia 1, senza però essere eletto in nessuna delle due competizioni elettorali.
A fine agosto 2022 torna a ricoprire l’incarico di assessore alla sicurezza della Lombardia, subentrando a Riccardo De Corato dimessosi per candidarsi alle politiche del 25 settembre. Con la conferma di Attilio Fontana alle elezioni regionali in Lombardia del 2023, La Russa viene confermato assessore alla sicurezza, a cui si aggiunge la delega alla protezione civile.

## Controversie e dichiarazioni
- A settembre 2011, ospite della trasmissione radiofonica La Zanzara su Radio 24, La Russa ha dichiarato di ammirare il fascismo.[15][16]
- Il 20 marzo 2012, nuovamente ospite alla trasmissione radiofonica La Zanzara, La Russa ha dichiarato che l'omosessualità è una «malattia, da cui si può uscire ed essere curati»[17]; nella medesima ha ribadito l'esistenza di una lobby gay.[17]

## Vicende giudiziarie
Il 19 marzo 2012 viene indagato per finanziamento illecito ai partiti, assieme al genero Marco Osnato e a Gianfranco Baldassarre, nell'ambito dell'affare ALER, l'ente regionale che gestisce le case popolari in Lombardia. Secondo l'accusa, La Russa avrebbe ricevuto contributi elettorali illegali per le elezioni regionali del 2010 e per quelle provinciali di Vercelli del 2011; Osnato per le comunali milanesi del 2011. Ad ottobre del 2013 viene totalmente prosciolto dalle accuse per cui era indagato, per non aver commesso il fatto.